# Shahjahan Khan
Pour les articles homonymes, voir Khan (homonymie).
Shahjahan Khan, né le 5 mars 1995 à Quetta, est un joueur professionnel de squash représentant le Pakistan puis les États-Unis. Il atteint en octobre 2022 la 25e place mondiale sur le circuit international, son meilleur classement.

## Biographie
Son père Zarak Jahan Khan et ses oncles Hiddy Jahan et Zubair Jahan Khan sont également joueurs professionnels de squash sur le circuit international. Représentant initialement le Pakistan, son pays de naissance, il opte en mai 2019 pour la nationalité américaine, déçu par le manque de considération de la fédération pakistanaise et représente ce pays à partir du tournoi  XII Torneo Internacional PSA Sports.